# Heintze & Blanckertz

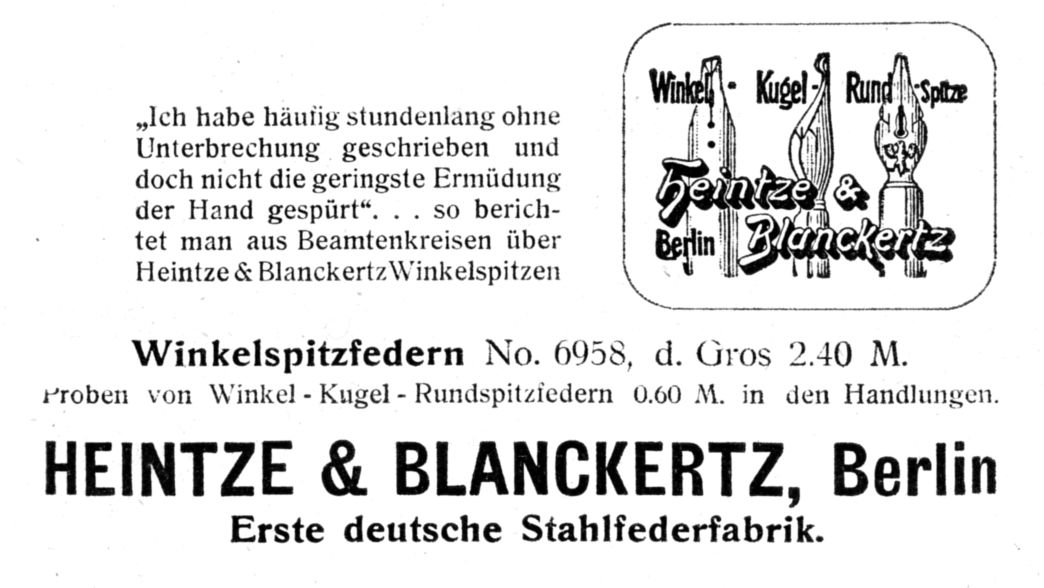
Werbung aus dem Jahr 1904

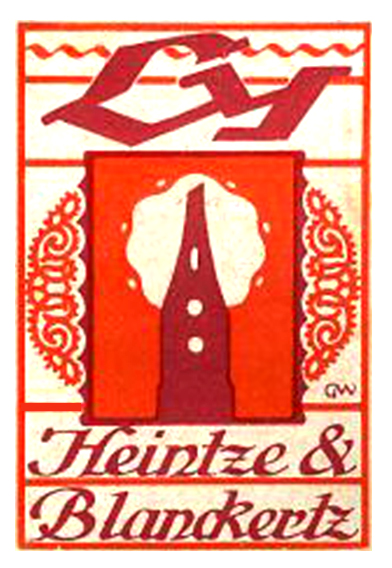
Werbung für die Schreibfeder „LY“

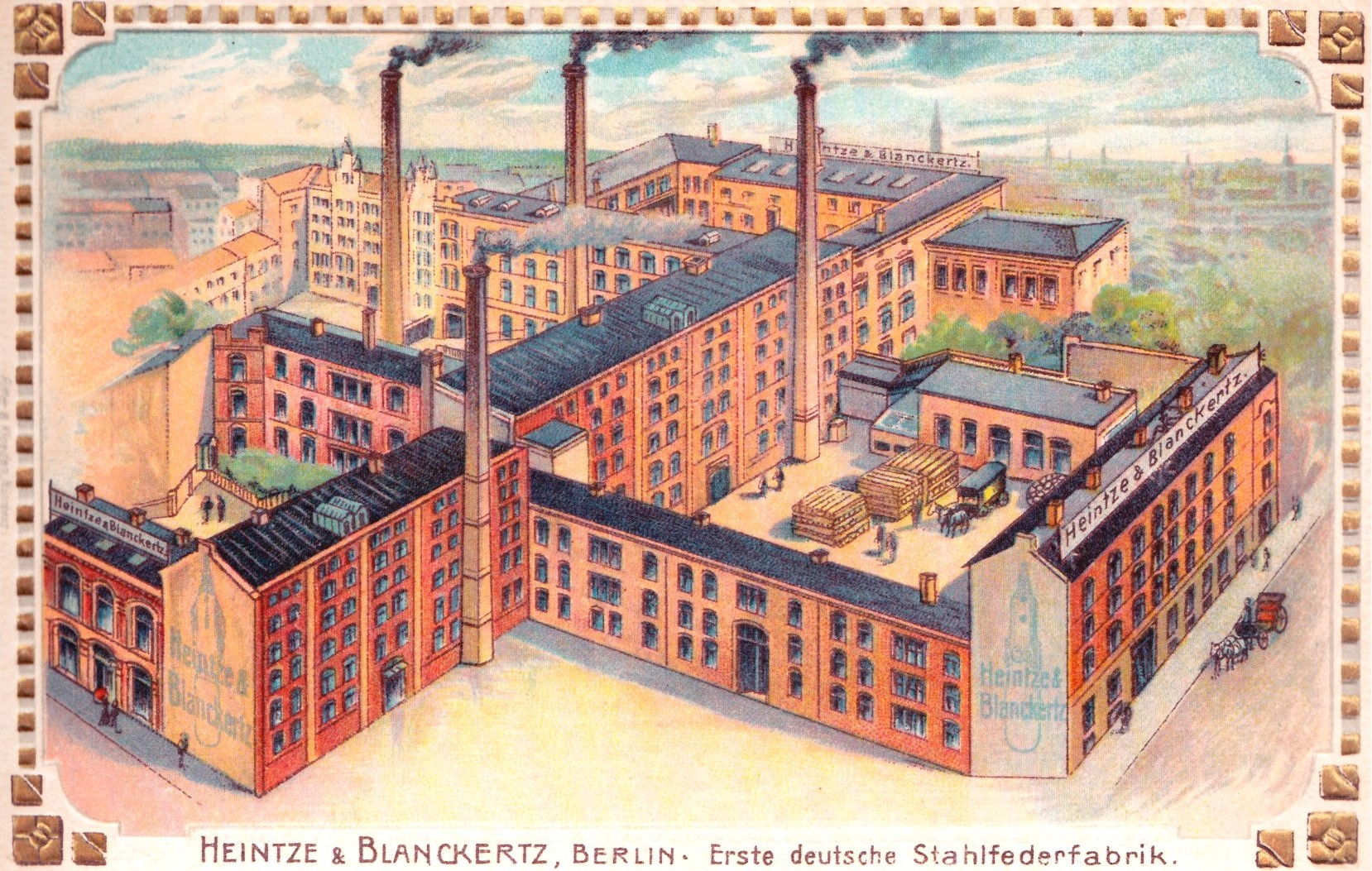
Fabrikgebäude Georgenkirchstraße 44 (rechts) und Gollnowstraße 12. Um 1900

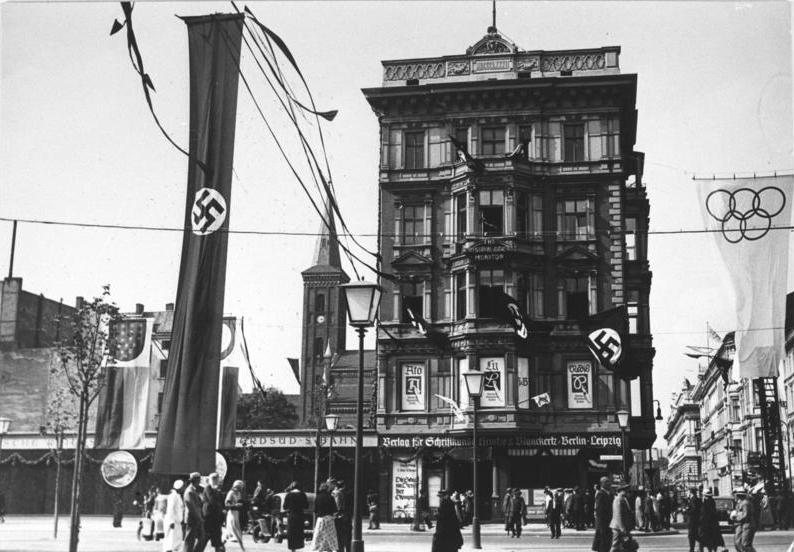
Das Verlagsgebäude der Firma in Berlin (Während der Olympiade 1936)

Heintze & Blanckertz ist ein 1849 in Berlin gegründetes Unternehmen im Bereich Kunsthandwerk und Design mit Sitz in Wehrheim. Große Bekanntheit erreichte die Firma als Hersteller von Schreibfedern in der ersten Hälfte des 20. Jahrhunderts.

## Geschichte
Heintze & Blanckertz wurde von Rudolf Heintze und Heinrich Blanckertz (1823–1908) in Berlin gegründet, zunächst als „En gros Lager von Englisch. Kurzwaaren, Sammet und Seidenwaaren“. und „Eisen-, Stahl- und Kurzwarenhandlung“. 1852 war dann das Gründungsjahr der ersten Fabrik für Schreibfedern in Deutschland. 
Bis dahin wurde der Gänsekiel zum Schreiben benutzt. Die Qualität der hochwertigen Entwurfswerkzeuge wurde von angewandten Gestaltern des 19. und frühen 20. Jahrhunderts geschätzt. Paul Renner empfahl ausdrücklich diese zum Skizzieren oder zum Schriftzeichnen in seinem Buch Die Kunst der Typographie (Reedition 2003).
Um 1867 schied Rudolf Heintze aus dem Unternehmen aus und Heinrich Blanckertz war alleiniger Besitzer. Das Unternehmen befand sich zunächst in der Heiligegeiststraße 13. Um 1856 kaufte Blanckertz das Grundstück in der Fliederstraße 4 in Friedrichshain. Um 1872 kam das Grundstück Gollnowstraße 11 hinzu und ab 1889 das Grundstück Georgenkirchstraße 44. 
1887 trat Rudolf Blanckertz als Handelsvertreter und Ingenieur in das Unternehmen seines Vaters ein und gründete 1898 das Schriftmuseum Rudolf Blanckertz (die Sammlung befindet sich seit 1962 im Gutenberg-Museum). Nach dem Tod seines Vaters 1908 wurde Rudolf Blanckertz alleiniger Besitzer des Unternehmens und ließ 1912 ein Stahlwerk in Oranienburg errichten. 
Neben der Produktion von Schreib- und Zeichenfedern wurden unter dem Warenzeichen „Tif“ auch alle Werkzeuge für graphische Techniken (Linolschnitt, Papierschnitt, Metalldrucken, Radierungen) hergestellt. Außer dem Schriftmuseum gründete Rudolf Blanckertz auch einen Verlag für Schriftkunde und Schriftunterricht (ab 1924 nachweisbar). Ab 1927 wurde dort die Designzeitschrift Die-zeitgemäße-Schrift-Studienhefte für Schrift und Formgestaltung herausgegeben. Heintze & Blanckertz pflegte Kontakte zu zeitgenössischen Gestaltern wie Rudolf Koch oder Edward Johnston, die ihre Veröffentlichungen dem hauseigenen Verlag anvertrauten. Das Sortiment der Firma wurde von Schreibfedern auch auf den Bereich Kunsthandwerk ausgeweitet.
Als Rudolf Blackertz 1935 starb übernahmen die Söhne Dr. jur. Wolf Blanckertz und der Ingenieur Klaus Blanckertz die Firma und wandelten sie ein Jahr später in eine Kommanditgesellschaft um. Ab 1935 wurden im Werk Oranienburg ausschließlich Rüstungsaufträge ausgeführt. 
1937 erhielt die Firma eine Silbermedaille auf der Weltausstellung in Paris.
1945 wurden die Fertigungsanlagen in Oranienburg zerstört, die Reste von der Roten Armee demontiert, das Werk dann verstaatlicht. Am Standort wurde der VEB Kaltwalzwerk Oranienburg gegründet, der mehrmals modernisiert wurde und Kaltband produzierte. Das Werk in der Georgenkirchstraße, das nun zu Ostberlin gehörte, wurde beschlagnahmt und ging 1949 in das Eigentum des Volkes (VEB) über. Die Firma Heintze & Blanckertz wurde in West-Berlin neugegründet, jedoch folgte später der Umzug nach Frankfurt und später nach Wehrheim. Mit Aufkommen des Kugelschreibers beschränkte sich der Markt der Schreibfedern auf künstlerisches Skizzieren und Kalligrafie, so dass heute die Firma seitdem hauptsächlich im Bereich Kunsthandwerk und Design tätig ist.